# Alexander af Württemberg (1804–1885)
 For alternative betydninger, se Alexander af Württemberg. (Se også artikler, som begynder med Alexander af Württemberg)
Titulær hertug Alexander af Württemberg (tysk: Alexander Paul Ludwig Konstantin von Württemberg) (født 9. september 1804, Sankt Petersborg, Det Russiske Kejserrige, død 4. juli 1885 i Laško/Tüffer i Slovenien, Østrig-Ungarn) var en tysk prins, der blev officer i den Østrig-ungarske hær. Han tilhørte en sidelinje til det württembergske kongehus, som han var tæt beslægtet med. 
Han blev farfar til den britiske dronning Mary af Teck og oldefar til kongerne Edward 8. af Storbritannien og Georg 6. af Storbritannien samt tipoldefar til dronning Elizabeth 2. af Storbritannien.

## Brorsøn til den russiske kejserinde
Alexander af Württemberg blev født i Sankt Petersborg i 1804, mens hans far (Ludvig, prins af Württemberg) var officer i den russiske hær. Faderen havde tidligere været officer i de preussiske og polsk-litauiske hære. Alexander af Württemberg var brorsøn til den russiske enkekejserinde Sophie Marie Dorothea af Württemberg, der havde været russisk kejserinde i 1796–1801.

## Østrig-ungarsk officer
Alexander af Württemberg gik ind i den Østrig-ungarske hær i 1830. Han avancerede efterhånden til general i kavaleriet, og han gik på pension i 1860.

## Morganatisk ægteskab
I 1835 giftede den kejserlige-kongelige oberst Alexander af Württemberg sig med den rumænsk fødte ungarske grevinde Claudine Rhédey af Kis-Rhéde (1812 – 1841). (Hun var født i Transsylvanien i det nuværende Rumænien). En af hendes forfædre havde været regerende fyrste af Transsylvanien, og hun var en fjern slægtning til Samuel Aba af Ungarn, der havde været Ungarns tredje konge. Alligevel blev ægteskabet anset for at være morganatisk. 
Grevinden og hendes døtre blev ikke prinsesser af Württemberg, og hendes søn blev ikke prins af Württemberg. I stedet gav kejser Ferdinand 1. af Østrig hende titlen grevinde af Hohenstein. Denne titel kom til at gå i arv til hendes børn.
Grevinde Claudine døde i 1841. I 1863 gjorde kong Wilhelm 1. af Württemberg hendes døtre til titulære prinsesser af Teck, mens sønnen blev titulær fyrste af Teck. I 1871 gjorde kong Karl 1. af Württemberg sønnen til titulær hertug af Teck.
Alexander af Württemberg bevarede livet igennem sin arveret til den württembergske trone. Da hans børn var fødte i et  morganatisk ægteskab, fik de ikke arveret til tronen. Til gengæld kom efterkommere af Alexander af Württemberg senere på den britiske trone.

## Slægtning til de württembergske konger
Alexander af Württemberg var sønnesøn af den regerende hertug Frederik 2. Eugen af Württemberg, og han var bror til Pauline Therese, dronning af Württemberg.
Alexander af Württembergs far var bror til kong Frederik 1. af Württemberg, og han var selv fætter til kong Frederik 1. af Württemberg.

## Slægtning til britiske konger og dronninger
Alexander af Württemberg var søn af Henriette af Nassau-Weilburg, dattersøn af Caroline af Oranien-Nassau-Diez, oldesøn af Anne, Princess Royal og prinsesse af Oranje og tipoldesøn af kong Georg 2. af Storbritannien.
Alexander af Württembergs søn giftede sin med en sønnedatter af kong Georg 3. af Storbritannien. Hun var også kusine til dronning Victoria af Storbritannien.
Alexander af Württemberg blev farfar til den britiske dronning Mary af Teck og oldefar til kongerne Edward 8. af Storbritannien og Georg 6. af Storbritannien samt tipoldefar til dronning Elizabeth 2. af Storbritannien.